# سنگ معدن اکسید آهن مس طلا
کانسنگ اکسید آهن_مس_طلا IOCG از ذخایر بسیار مهم و با غلظت بالای سنگ معدن مس، طلا و اورانیوم محسوب می‌شود، که طبق نظریه‌های معتبر در داخل اکسید آهن قرار گرفته‌اند.

جرم این کانسنگ‌ها از ۱۰ میلیون تن تا ۴۰۰۰ میلیون تن یا بیشتر متغیر است، که در هر تن بین ۲–۳ درصد مس و بین ۰٫۱ و کمتر از ۳ درصد طلا وجود دارد.

این سنگ معدن‌ها اغلب به صورت صفحاتی به شکل مخروط یا پتو در حاشیه‌های تخته سنگ میزبان یا به صورت روبان‌های بلند یا به صورت رسوبات بزرگ اکسید آهن در شیارها دیده می‌شوند.

اندازهٔ بزرگ، متالورژی نسبتاً ساده ودرصد نسبتاً بالا از عناصر کم‌یاب این کانسنگ باعث شده تا بتوان معادن بسیار سود آوری را احداث کرد.

اکثراًدراین کانسنگ‌ها عناصر کم‌یاب و با ارزش دیگری مانند:اورانیوم، بیسموت و فلزات خاکی نیز یافت می‌شود.
کانسنگ اکسید آهن_مس_طلا IOCG به عنوان metasomatic {{این اصطلاح تغییر شیمیایی یک سنگ توسط هیدروترمال و مایع معنی می‌شود، جایگزینی توسط مواد معدنی و شیمیایی دیگر، مواد سازندهٔ سنگ حل می‌شود و ترکیبات معدنی جدیدی در آن‌ها به وجو می‌آید.}} اصطلاحی از تغییر معدنی در مقیاس بزرگ با فعالیت‌های غیرمنتظره در نظر گرفته می‌شود.

برخی از این نمونه‌ها شامل ذخایر المپیک دام، جنوب استرالیا، کندلاریا و شیلی است.

## طبقه‌بندی
کانسنگ اکسیدآهن_مس_طلا IOCG در اثر تغییرات بزرگ معدنی با فعالیت‌های غیرمنتظره تشکیل شده‌اند.
با کشف و مطالعه ذخایر بسیار عظیم مس-طلا-اورانیوم سد المپیک (معدن سد المپیک) و نمونه‌های آمریکای جنوبی، این نوع کانسنگ‌ها برای اولین بار شناخته شد، اگرچه به عنوان IOCG نامگذاری نشده است.

ترکیبات IOCG به روش‌های متفاوتی از سنگ معدن‌های بزرگ همانند مس و سایر فلزات طبقه‌بندی می‌شوند. این طبقه‌بندی در درجهٔ اول بر اساس غلظت مس و طلا وسپس بر اساس غلظت Felsic_intermated (گرانتوئیدهای غنی از Na_Ca) یا فقدان آنها صورت می‌گیرد. همچنین این کانسنگ هارا می‌توان بر اساس گستردگی رسوبات Cu_Au_Mo_W_Bi از هم متمایز کرد، به دلیل مینرالسازی اپی ژنتیکی که دارند منطقهٔ فلزی در آنها به دور از منبع در داخل شکاف‌ها قرار می‌گیرند، درحالی که رسوبات نزدیکتر به اجسام نفوذی هستند.

## ذخایر مشابه
ذخایر IOCG هنوز نسبتاً مستقل تعریف شده‌اند و به همین ترتیب، برخی از ذخایر بزرگ و کوچک از انواع مختلف ممکن است در این طبقه‌بندی‌ها قرار نگیرند. کانی‌های IOCG می‌توانند طیف گسترده‌ای از مورفولوژی و انواع تغییرات کانی‌ها وابسته به ساختار میزبانشان داشته باشند، فرایندهای تکتونیکی در آنها در زمان عمل می‌کنند (یعنی برخی نواحی اولویت برای پیشرفت درداخل شکاف‌ها را از خود نشان می‌دهند. رسوبات IOCG در نواحی اپی ترمال (روش‌های کالدرا و مار) از طریق مناطق شکننده و شکل‌پذیر عمیق‌تر در داخل پوسته شناخته شده‌اند (به عنوان مثال تپه‌های هیل، برخی از نمونه‌های Mount Isa، نمونه‌های برزیلی). آنچه در IOCGها متداول است، پیدایش آنها در سیستم‌های هیدروترمال در مقیاس پوسته ماگمایی است.

## پیدایش

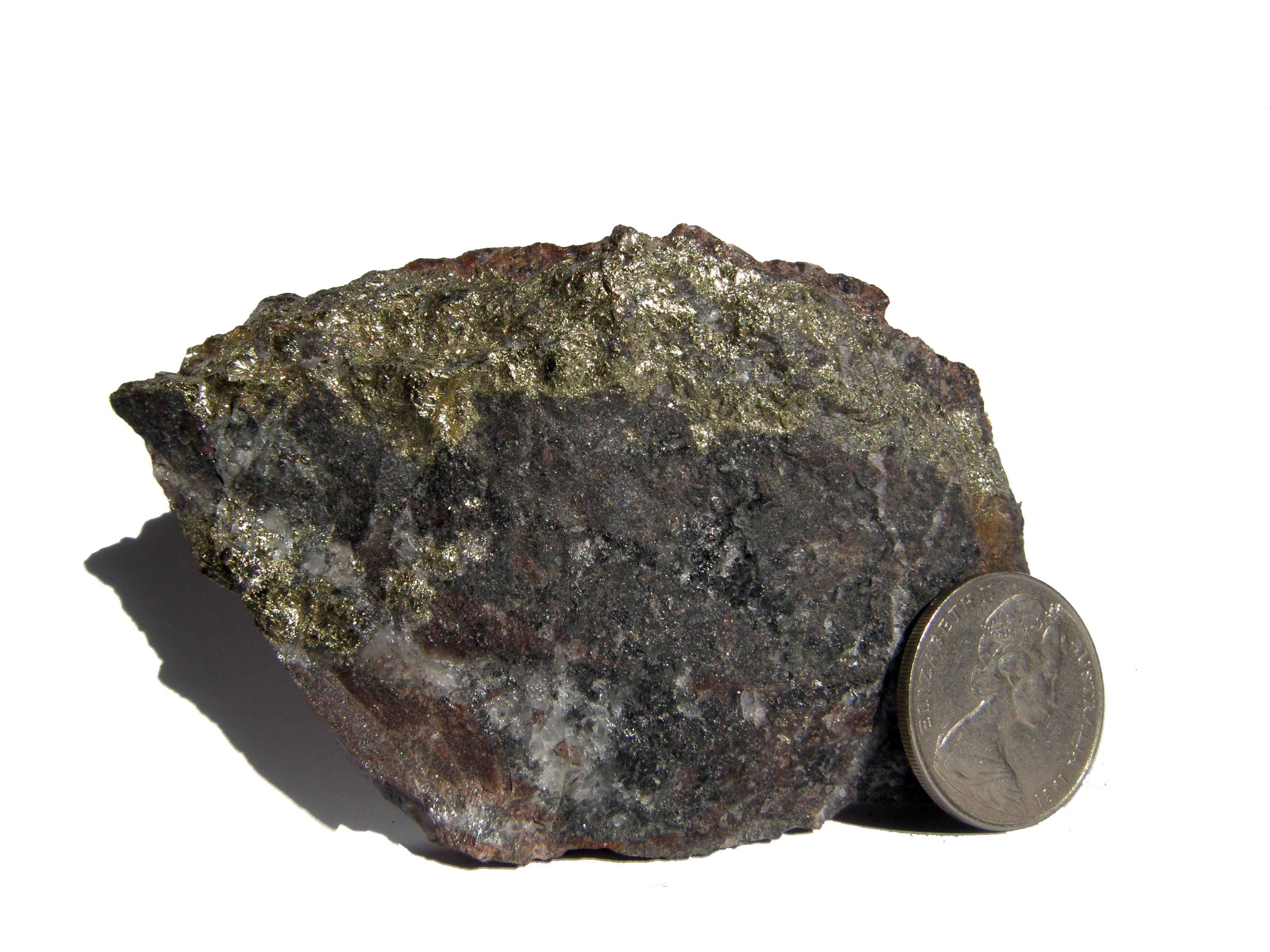
نمونه سنگ غنی از کالکوپیریت از سد المپیک

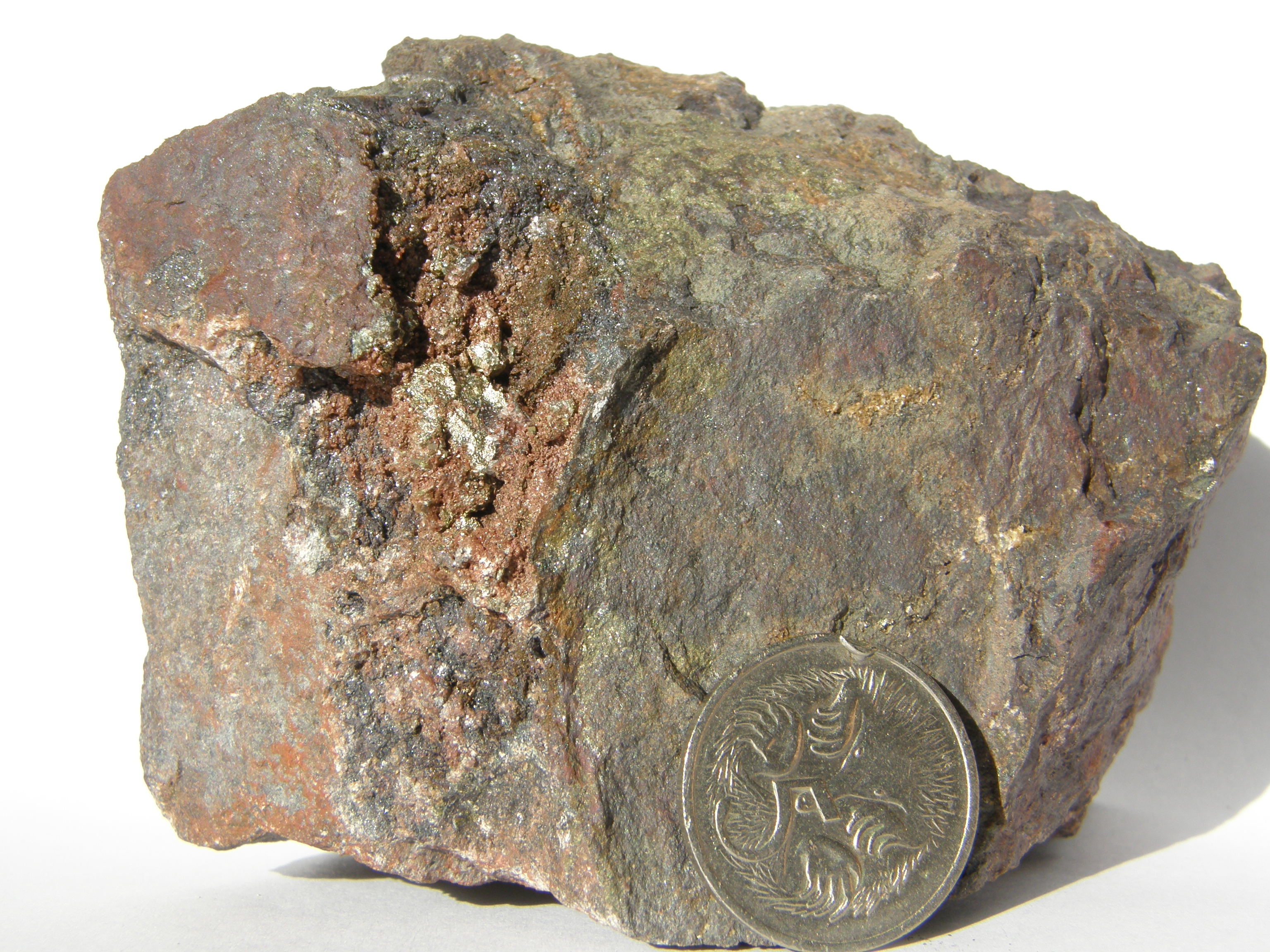
نمونه ای از کالکوپیریت تپه‌های هیل

ذخایر اکسید آهن_مس_طلا معمولاًدر جاهای که چندین رسوب مشابه از لحاظ روش، زمان و نظریهٔ زمین‌شناسی تشکیل شده‌اند به وجود می‌آیند. در پیدایش و منبع این ذخایر ممکن است مجموعهٔ تغییرات کانی‌های اصلی در هر جایی متفاوت باشد، اما در مورد همهٔ آن‌ها موارد زیر صادق است:
- رویداد گرمایی عمده منطقه ای به‌طور گسترده‌ای با تشکیل IOCG، نشان دهندهٔ تغییرات درجه پایین تا متوسط، و / یا نفوذ مافیک، و / یا گرانیتوئیدهای نوع I یا A.
- کانی میزبان نسبتاً غنی از آهن (BIF، سنگ آهن) است، اما دارای کربن کاهش یافته نسبتاً کمی است (به عنوان مثال؛ زغال سنگ و غیره).
- سیستم‌های متغیر در مقیاس منطقه ای که بیش از ده‌ها یا صدها کیلومتر فعالیت داشته‌اند، شامل مخلوط کردن حداقل دو مایعات است.
- ساختارهای پوسته ای در مقیاس بزرگ که اجازه چرخش‌های بزرگ هیدروترمال در مینرال‌های مایع را می‌دهد.

رسوبات IOCG معمولاً در حاشیه سنگ‌های آذرین بزرگ ایجاد می‌شوند که به لایه‌های رسوبی نفوذ می‌کنند. به همین ترتیب، رسوبات IOCG در کانی میزبان، ورق‌های برشی یا گسترده ایجاد می‌کنند. شکل اغلب معیار مهمی از شناخت سنگ معدن نیست و معمولاً توسط کانی و ساختار میزبان تعیین می‌شود. رسوبات IOCG معمولاً با فاصله از مرکز رویداد آتش فشان در مقیاس بزرگ با یک مجموعهٔ خاص از گرانیت‌ها و گروهی از مواد معدنی تیره رنگ، عمدتاً فرومغناطیس همراه می‌شوند. غالباً رویداد نفوذی معدنی سازی به عنوان یک راه تشخیص برای بیان مواد معدنی IOCG در یک ناحیه معین شناخته می‌شوند. مواد معدنی IOCG ممکن است در داخل سنگهای دیواره ای متاسوماته شده، درون سازه‌های مخروطی یا کلدرا، گسل‌ها یا شکاف‌ها از یک رویداد نفوذی (احتمالاً به عنوان اسکارن) تجمع می‌یابد و به‌طور معمول با غلظت قابل توجهی در مواد معدنی اکسید آهن (هماتیت، مگنتیت) همراه است.
رسوبات IOCG تمایل به تجمع در سنگ‌های غنی از آهن مانند شیست‌های آهن و غیره دارند، اگرچه غلظت آهن در برخی از سنگ‌های سیلیکلاستی توسط متاسوماتیسم در برخی مناطق نیز شناخته شده است

## کانی‌شناسی و دگرگونی
مواد معدنی معدنی موجود در کانسنگ‌های IOCG معمولاً کالکوپیریت سولفید مس_آهن و سنگ پیریت هستند که ۱۰–۱۵٪ از توده سنگ را تشکیل می‌دهند.
پروفیل‌های سوپرژن را می‌توان در بالای برخی رسوبات IOCG به عنوان مثال رسوب Sossego، پارا ایالت، برزیل، که در آن مواد معدنی مس اکسید شده معمولی وجود دارد، به عنوان مثال. مالاکیت، کوپریت، مس و مقادیر جزئی دیژنیت و کالکوسیت.
دگرسانی مخلوطی از سدیم-کلسیک (آلبیت-اپیدوت) به فلداسپار پتاسیم (K-feldspat)راحت است و ممکن است از یک منطقه به منطقه ای دیگر بر اساس سنگهای میزبان و فرایندهای معدنی سازی متفاوت باشد. به‌طور معمول برای سیستم‌های هیدروترمال در مقیاس بزرگ، انواع سیالات درون سیستم‌های IOCG منشأ مخلوطی از آبهای ماگمایی، دگرگونی و اغلب شهابی را نشان می‌دهند. رسوبات ممکن است به صورت عمودی از مجموعه‌های آلبیت-مگنتیت عمیق‌تر که به سمت قسمتهای بالایی کانسارها به سمت سیلیس-K-فلدسپات-سریسیت تمایل دارند، طبقه‌بندی شوند.
مواد معدنی گانگ به‌طور معمول نوعی ماده معدنی اکسید آهن، به‌طور کلاسیک هماتیت، همچنین مگنتیت در برخی از نمونه‌ها مانند نمونه‌های ارنست هنری و برخی از نمونه‌های آرژانتینی است. به‌طور معمول با سولفیدهای گانگ پیریت، با پیروتیت و سایر سولفیدهای فلز پایه مرتبط است.
مواد معدنی گانگ سیلیکات شامل اکتینولیت، پیروکسن، تورمالین، اپیدوت و کلریت، با آپاتیت، آلانیت و سایر مواد معدنی فسفات رایج در برخی از مناطق، IOCG (به عنوان مثال، نمونه‌های آمریکای شمالی)، با مجموعه‌های کربنات-کربنیت نیز گزارش شده است. در صورت وجود، فلزات خاکی کمیاب تمایل به ارتباط با مواد معدنی فسفات دارند.
هنگامی که گونه‌های اکسید آهن به سمت مگنتیت یا هماتیت عظیم بلوری گرایش پیدا می‌کنند، رسوبات IOCG صرفاً بر اساس محتوای اکسید آهن آنها اقتصادی است. چندین نمونه از ذخایر IOCG (ویلچری هیل، تپه کرن، کیرونا) کانسارهای سنگ آهن هستند.

## شناسایی
در حوزه المپیک گاولر کراتون، اکتشاف ذخایر IOCG به سبک سد المپیک به چهار معیار اصلی برای هدف قرار دادن سوراخ‌های حفاری اکتشافی تکیه کرده است.
- یک ناهنجاری گرانش قابل توجه، که نماینده تجمع مواد معدنی اکسید آهن در پوسته است، که به عنوان یک ماده معدنی کلاسیک IOCG به سبک سد المپیک مرتبط است. داده‌های جاذبه اغلب از طریق یک وارونگی سه بعدی تفسیر می‌شوند تا کنتراست تراکم و موقعیت سطح زیرین یک جسم متراکم از سنگ را حل کند. از نظر کیفی تر، «لبه» های یک بدن گرانش آینده نگرتر در نظر گرفته می‌شوند زیرا این تئوری حاکی از حاشیه‌های معدنی یک بدن نفوذی است.
- مغناطیسی بالا در پوسته، که بعنوان نماینده تجمع مواد معدنی قابل توجهی از اکسید آهن در مجاورت رویدادهای معدنی سازی IOCG مورد هدف قرار گرفته است
- مجاورت با ویژگیهای خطی در مقیاس پوسته آشکار در داده‌های ژئوفیزیکی، که برای نشان دادن ساختار گسل‌ها پوسته پوسته ای اصلی که نفوذها و مایعات معدنی را با توجه به اولویت مسیر انجام می‌دهد، نشان داده شده است.
- حضور مجموعه هیلتابا گرانیت سوایت، که مربوط به سال ۱۵۷۰ میلادی همراه با سد المپیک و سایر نمونه‌های شناخته شده IOCG است.

این مدل اکتشاف در ابتدایی‌ترین معیارهای اکتشاف برای شناسایی مناطق احتمالی ایجاد ذخایر IOCG قابل استفاده است. در گسل‌های در دسترس، جستجوی مجموعه‌های تغییر و اسکارن، همراه با اکتشافات ژئوشیمیایی نیز احتمالاً موفقیت کسب می‌کند.